# 1217 en santé et médecine
| Années de la santé et de la médecine : 1214 - 1215 - 1216 - 1217 - 1218 - 1219 - 1220    |
| Décennies de la santé et de la médecine : 1180 - 1190 - 1200 - 1210 - 1220 - 1230 - 1240 |

Cet article présente les faits marquants de l'année 1217 en santé et médecine.

## Événements

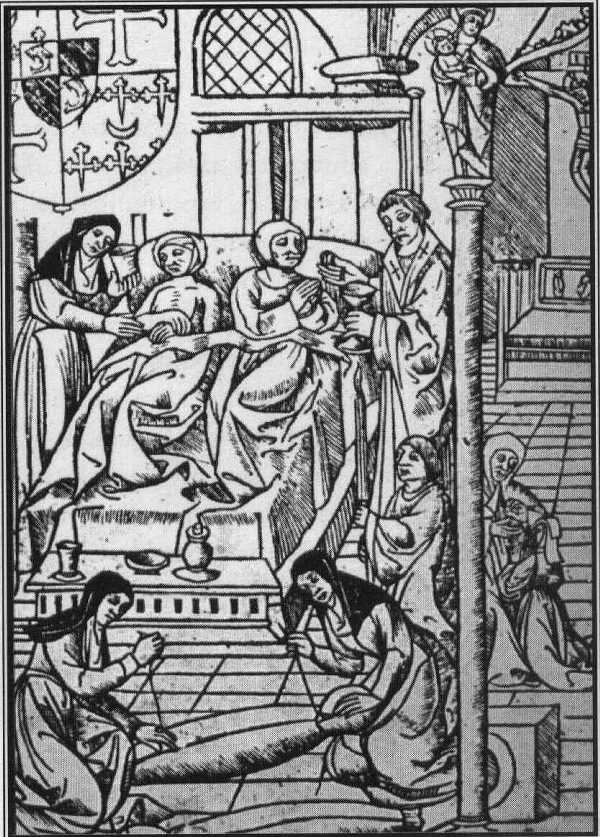
À l'Hôtel-Dieu
Gravure sur bois, c. 1500 en santé et médecine

- Le doyen du chapitre de Notre-Dame de Paris promulgue les premiers statuts de la congrégation des Augustines de l'Hôtel-Dieu[1].

- Fondation de l'hôpital de Sébaste, en Turquie, par le sultan seldjoukide İzzettin Keykavus Ier[2].
- Attesté au XIIe siècle, l'hospice Saint-Jean-Baptiste de Moncontour est concédé aux Templiers par le duc de Bretagne, Pierre de Dreux[3].
- Premières mentions de l'hôpital d'Ille, en Catalogne, fondé à la fin du XIIe siècle ou au début du XIIIe[4].
- La maladrerie Saint-Hippolyte de Périgueux est mentionnée pour la première fois « à l'occasion de la réorganisation de l'établissement[5] ».
- Savary de Mauléon fonde une maladrerie à La Flotte, dans l'île de Ré[6].
- Avant 1217 : fondation d'une léproserie à Gourdon en Quercy[5].
- Après 1217 : fondation d'un hôpital par Alice de Nerford, à North Creake dans le Norfolk en Angleterre[7].
- 1217-1220 : fondation par William Dennis à Ilchester dans le Somerset en Angleterre, de l'hôpital de la Sainte-Trinité (hospital of the Blessed Trinity), « consacré à l'accueil des pauvres voyageurs et pèlerins[8] ».

## Naissance
- Ninsho (ou Ryokan) (mort en 1303), prêtre japonais, fondateur d'institutions de soins pour les malades et les invalides[9].

## Décès
- Alexandre Neckam (né en 1157), philosophe et naturaliste anglais, influencé par les écrits du médecin italien Urso de Salerne (en) († 1225) sur la théorie humorale et, en particulier, par son De commixtionibus elementorum (« Des [différents] mélanges des [quatre] éléments[10] »).